# Simon Gray
Simon James Holliday Gray (Hayling, 21 de octubre de 1936-6 de agosto de 2008) fue un prolífico dramaturgo británico del siglo XX. Murió el 6 de agosto de 2008, a la edad de 71 años.

## Obras
- Wise Child Wyndham's Theatre (1967)
- Spoiled, BBC Television, Wednesday Play (28 de agosto de 1968); Methuen Plays (1971) ISBN 0-416-18630-0
- Dutch Uncle, Aldwych Theatre (1969)
- The Idiot (adapted from Dostoyevsky), Old Vic (1970)
- Butley, Criterion Theatre (1971)
- Otherwise Engaged, Queen's Theatre (1974)
- Dog Days, Oxford 1976; Eyre Methuen (1976) ISBN 0-413-37270-7
- Molly, based on the the Francis Rattenbury 1935 murder case, Comedy Theatre (1978)
- The Rear Column, Globe Theatre (1978)
- Close of Play, National Theatre Lyttelton (1979)
- Stage Struck, Vaudeville Theatre (1979)
- Quartermaine's Terms, Queen's Theatre (1981)
- The Common Pursuit, Lyric Hammersmith (1984)
- Melon (later revised as The Holy Terror), Theatre Royal Haymarket (1987)
- Hidden Laughter, Vaudeville Theatre (1990)
- Life Support, Aldwych Theatre (1997)
- Simply Disconnected, sequel to Otherwise Engaged, Minerva Theatre, Chichester (1996)
- Cell Mates, Albery Theatre (1995)
- Just the Three of Us, Yvonne Arnaud Theatre (1997); Nick Hern Books (1999) ISBN 1-85459-434-6
- The Late Middle Classes, Watford Palace (1999)
- Japes (Peter Hall Company, Mercury Theatre, Colchester (2000) and Theatre Royal Haymarket (2001)
- Japes Too and Michael, sequels to Japes, published in Four Plays by Faber (2004) ISBN 0-571-21988-8
- The Pig Trade, published in Four Plays (2004)
- The Holy Terror, Duke of York's Theatre (2004)
- The Old Masters featuring art experts Berenson and Duveen, Comedy Theatre (2004)
- Little Nell, BBC Radio 4 (2006); Theatre Royal Bath (2007)
- Missing Dates, sequel to Japes (incorporating material from Japes Too and Michael), BBC Radio 4 (1 de marzo de 2008)